# Ali-paša Rizvanbegović
Ali Rizvanbegović (Stolac, 1783 – 1851) è stato un politico ottomano, governatore di Stolac dal 1813 al 1833 e visir del pascialato di Erzegovina dal 1833 al 1851.

## Biografia
Nel 1813 venne nominato capitano (cioè amministratore) della sua città natale. Nel 1831, allo scoppio della rivolta bosniaca guidata da Husein Gradaščević, decise di rimanere fedele alle autorità ottomane. Diede quindi rifugio al governatore Namik-paša che era stato costretto a fuggire da Travnik, occupata dai ribelli. 
Entro la fine dell'anno tuttavia quasi tutta l'Erzegovina era in mano ai ribelli e Stolac rimase isolata. Dopo mesi di assedio Rizvanbegović riuscì, grazie ai rinforzi dell'esercito ottomano, a sconfiggere i ribelli nei pressi di Stup.

## Visir d'Erzegovina
La sua lealtà nei confronti della Sublime Porta venne ricompensata e il sultano Mahmud II lo nominò visir del pascialato di Erzegovina. Rizvanbegović cercò sin dall'inizio di ottenere che la sua nomina fosse ereditaria per poter trasferire il proprio potere ai suoi figli. 
Le sue ambizioni lo portarono a forti contrasti con il Sultano che ordinò una spedizione per impedirgli di realizzare il suo piano. 
Nel 1851 Omar Pascià sconfisse le forze di Rizvanbegović che venne arrestato e ucciso. Il pascialato di Erzegovina venne abolito ed il suo territorio venne trasferito al pascialato di Bosnia.